# Nehemia Gordon
Nehemia Gordon (hebräisch נחמיה גורדון) (* 1972 in Chicago, Vereinigte Staaten) ist Bibelforscher über die Ursprünge des Judentums und Christentums. Er wurde als Übersetzer der Schriftrollen vom Toten Meer bekannt. Er arbeitete einige Jahre mit dem Bibelwissenschaftler Emanuel Tov zusammen und gehört der jüdischen Glaubensrichtung der Karäer an. Gordon verwendet den Namen YEHOVAH statt Adonai für „HERR“.

## Leben
Nehemia Gordon wurde 1972 im amerikanischen Bundesstaat Illinois, in einer orthodoxen jüdischen Familie geboren. Er entstammt einer alten Familie von Rabbinern und absolvierte ebenfalls eine klassisch orthodoxe rabbinische Ausbildung. Als Jugendlicher lehnte er jedoch schon früh die mündliche Überlieferung des mosaischen Gesetzes (Mischna) und den Talmud ab.
1993 wanderte er nach Israel aus und ließ sich in der Altstadt von Jerusalem nieder. Er wurde Mitglied des karäischen Judentums und ist seitdem im Verwaltungsrat in der Jerusalemer Kenessa tätig.
An der Hebräischen Universität von Jerusalem legte er den Master ab und nahm an dem von Emanuel Tov koordinierten Veröffentlichungsprojekt für die Schriftrollen vom Toten Meer und an dem Bibelprojekt der Hebräischen Universität unter der Schirmherrschaft von Shemaryahu Talmon teil.
1999 wurde Gordon Mitbegründer einer weltweiten Karäerbewegung und einer Reihe weiterer karäischer Institutionen und führte auch wissenschaftliche Forschungen durch, um die Überlegenheit des Karäismus gegenüber dem orthodoxen Judentum hervorzuheben. Diese Forschung führte ihn auch dazu, Jesus und das Neue Testament neu zu diskutieren. 2007–2008 war er Dekan der Karaite Jewish University. Regelmäßig reist Gordon nach Amerika und nimmt an verschiedenen Fernsehdiskussionen teil.
Im Jahre 2021 promovierte er an der Bar-Ilan-Universität zum Doktor der Philosophie (PhD) mit einer Dissertation The Writing, Erasure, and Correction of the Tetragrammaton in Medieval Hebrew Bible Manuscripts-abstract.

## Veröffentlichungen
- The Dead Sea Scrolls Reader, Part 1. Texts Concerned with Religious Law. ISBN 90-04-12650-3.
- The Dead Sea Scrolls Reader, Part 2. Exegetical Texts. ISBN 90-04-12648-1.
- The Dead Sea Scrolls Reader, Part 6. Additional Genres and Unclassified Texts. ISBN 90-04-12646-5.
- As It Is Written: A Brief Case for Karaism by Shawn Lichaa, Nehemia Gordon, and Meir Rekhavi. ISBN 0-9762637-1-8.
- The Pronunciation of the Name.
- The Hebrew Yeshua vs. the Greek Jesus. ISBN 0-9762637-0-X.
- A Prayer to Our Father: Hebrew Origins of the Lord's Prayer by Nehemia Gordon and Keith Johnson. ISBN 0-9762637-4-2.